# Savignac-de-Miremont

Savignac-de-Miremont este o comună în departamentul Dordogne din sud-vestul Franței. În 2009 avea o populație de 158 de locuitori.

## Evoluția populației
| An        | 1975 | 1982 | 1990 | 1999 | 2006 | 2009 |
| --------- | ---- | ---- | ---- | ---- | ---- | ---- |
| Populație | 107  | 108  | 107  | 95   | 136  | 158  |